# Grand Teton
El Grand Teton es una montaña situada en el parque nacional de Grand Teton, al noroeste de Wyoming (Estados Unidos). Con sus 4.197 metros, es el punto culminante del parque nacional y también de la cordillera Teton. Es la segunda montaña más alta de Wyoming.

## Etimología
Un grupo de francocanadienses miembros de una expedición de la Compañía del Noroeste dio nombre a la montaña que significa en francés gran seno o gran pezón.

## Historia
Existe controversia con respecto a quienes fueron los primeros europeos en escalar la montaña. Nathaniel P. Langford y James Stevenson afirmaron que habían escalado la montaña el 29 de julio de 1872. Sin embargo, la descripción de la cumbre corresponde a una cumbre llamada The Enclosure, un pico secundario de la montaña. El nombre de este pico secundario hace referencia a una empalizada construida por el hombre (probablemente amerindios) en su cumbre.
Cuando William O. Owen escaló la montaña en 1898 (acompañado por Franklin Spalding, Frank Peterson y John Shive), no encontró ningún resto de una ascensión precedente en la cumbre. Actualmente se considera que el pico The Enclosure fue escalado por primera vez por los amerindios y Owen fue el primero en escalar el Grand Teton.